# محمد المستعلي بالله
المستعلي بالله محمد بن إدريس بن يحيى (المتوفي في عام 456 هـ) آخر حكام طائفة مالقة في عهد ملوك الطوائف.
تولى محمد بن إدريس المتلقب بالمستعلي بالله حكم طائفة مالقة بعد وفاة أبيه إدريس العالي بالله عام 446 هـ، وأقرت بيعته ألمرية ورندة، ولم يدم حكمه طويلاً، فقد اتفق زعماء البربر بزعامة باديس بن حبوس زعيم بربر غرناطة على خلعه عام 449 هـ، فسار باديس في قواته إلى مالقة، واستولى عليها. غادر المستعلي بالله إلى ألمرية، وعبر منها إلى مليلة التي قبل به أهلها كحاكم عليهم حتى وفاته عام 456 هـ لينتهي بذلك حكم بني حمود في مالقة.